# Christopher Titus
Christopher Todd Titus (Castro Valley, 1 oktober 1964) is een Amerikaans acteur, filmproducent, filmregisseur, scenarioschrijver en stand-upkomiek.

## Biografie
Titus werd geboren in Castro Valley, en groeide op in Newark. Zijn ouders scheidden toen hij nog jong was, waarna hij grotendeels werd opgevoed door zijn vader die regelmatig met een nieuwe vriendin thuiskwam. Zijn moeder leed aan depressie, schizofrenie en alcoholisme. Hierdoor verbleef zij voornamelijk in ggz klinieken. In 1986 vermoordde zijn moeder haar tweede man en zij pleegde zelf in 1994 zelfmoord.
Titus begon in 1988 met acteren in de film Killer Klowns from Outer Space, waarna hij nog meerdere rollen speelde in films en televisieseries. Hij is vooral bekend van zijn rol als Christopher Titus in de televisieserie Titus, waar hij in 54 afleveringen speelde (2000-2002). Deze televisieserie was losjes gebaseerd op zijn eigen persoonlijk leven. Titus was bij deze televisieserie in alle afleveringen ook verantwoordelijk als filmproducent en scenarioschrijver. In 2002 werd hij genomineerd voor zijn scenariowerk voor een Writers Guild of America Award in de categorie Komedie.
Titus treedt ook op als stand-upkomiek. Het opgroeien in een disfunctionele familie gebruikt hij als materiaal voor zijn acts.

## Filmografie

### Films
Uitgezonderd korte films.
- 2025 The Vortex - als Jimmy
- 2017 Special Unit - als Garrett Fowler
- 2012 Bad Parents - als Nick
- 2008 Remarkable Power - als JP Zahn
- 2007 Scar - als Jeff Burrows
- 2006 Special Unit - als Garrett Fowler
- 2003 Future Tense - als John Chase
- 2000 Who's Watching Who? - als Starring
- 1997 Deep Family Secrets - als cowboy
- 1997 Crash Dive - als Dent
- 1988 Killer Klowns from Outer Space - als Bob McReed

### Televisieseries
Uitgezonderd eenmalige gastrollen.
- 2007-2008 Big Shots - als Brody Johns - 11 afl.
- 2000-2002 Titus - als Christopher Titus - 54 afl.

### Filmproducent
- 2021 Rachel Bradley: Alpha Chick - televisiespecial
- 2020 Ron Funches: Awakening - film
- 2020 Everlast: The Live Acoustic - film
- 2020 Fortune Feimster: Wheel of Fortune's Jokes - film
- 2020 Josh Wolf: Weird Times - film
- 2019 Christopher Titus: Amerigeddon - documentaire
- 2017 Christopher Titus: Born with a Defect - tv special
- 2017 Special Unit - film
- 2017 Born with a Defect - film
- 2015 Christopher Titus: The Angry Pursuit of Happiness - film
- 2013 Christopher Titus: Voice in My Head - film
- 2011 Christopher Titus: Neverlution - film
- 2009 Christopher Titus: Love Is Evol - film
- 2006 Special Unit - film
- 2004 Norman Rockwell Is Bleeding - film
- 2000-2002 Titus - televisieserie - 54 afl.

### Filmregisseur
- 2021 Rachel Bradley: Alpha Chick - televisiespecial
- 2020 Ron Funches: Awakening - film
- 2020 Everlast: The Live Acoustic - film
- 2020 Fortune Feimster: Wheel of Fortune's Jokes - film
- 2020 Josh Wolf: Weird Times - film
- 2017 Special Unit - film

### Scenarioschrijver
- 2019 Christopher Titus: Amerigeddon - documentaire
- 2017 Christopher Titus: Born with a Defect - tv special
- 2017 Special Unit - film
- 2017 Born with a Defect - film
- 2015 Christopher Titus: The Angry Pursuit of Happiness - film
- 2013 Christopher Titus: Voice in My Head - film
- 2011 Christopher Titus: Neverlution - film
- 2009 Christopher Titus: Love Is Evol - film
- 2007 5th Annual End of the World Tour - film
- 2006 Special Unit - film
- 2004 Norman Rockwell Is Bleeding - film
- 2000-2002 Titus - televisieserie - 54 afl.

- International Standard Name Identifier: 0000 0000 4277 4275
- Library of Congress Control Number: no2006095382
- MusicBrainz: e1772c0f-3875-4bf4-8b3e-65d9bdba2950
- Virtual International Authority File: 12066986
- WorldCat: E39PBJkD4VGMMwG7r9JPC6Qpfq